# Broken Bow
"Broken Bow" es el primer episodio en dos partes de la serie de televisión de ciencia ficción Enterprise (más tarde rebautizada como Star Trek: Enterprise). Originalmente se emitió como un episodio de doble duración, pero se dividió en dos partes para su distribución, aunque los lanzamientos en medios domésticos y streaming mantienen su formato original de un episodio. En 2001 se publicó una novelización del episodio, escrita por Diane Carey. El episodio ganó el premio Emmy 2002 por mejores efectos visuales especiales para una serie y también fue nominado por edición de sonido y maquillaje.
El episodio presenta la historia de la serie, situada en el 2151, nueve décadas desde que Zefram Cochrane produjo el primer vuelo warp de los humanos (como se ve en la película Star Trek: First Contact), donde la Tierra finalmente lanza su primera nave espacial de exploración, la Enterprise NX-01. Comandado por el Capitán Jonathan Archer, y contra las objeciones de los vulcanos, parte en una misión urgente para devolver a un klingon herido a Qo'noS, el mundo natal de los klingon, pero entra en conflicto con los Suliban.

## Trama

### Parte 1
En la Tierra en 2121, un joven Jonathan Archer está pintando un modelo de nave espacial con su padre, Henry, diseñador principal del primer motor Warp 5 de la Tierra. Sin entender completamente las razones detrás de la limitación de los vulcanos, cree que debe haber una explicación para el retraso del programa espacial humano.
Treinta años después, en 2151, un klingon llamado Klaang se estrella en Broken Bow, Oklahoma.  Mata a sus dos perseguidores Suliban, pero luego un granjero lo hiere de gravedad. Archer, ahora capitán del prototipo de nave estelar Enterprise NX-01 que se lanzará próximamente, es llamado al cuartel general de la Flota Estelar, donde analiza el incidente con el almirante Forrest y el embajador de Vulcano, Soval. Los vulcanos desean retrasar el lanzamiento del Enterprise. Archer, después de consultar con el Doctor denobulano Phlox, convence a Forrest para que permita que la nueva nave lleve a Klaang a Qo'noS.
Antes de partir, Archer busca miembros adicionales para la tripulación, incluidos Phlox y la lingüista Hoshi Sato, mientras que la subcomandante T'Pol es asignado como su "enlace vulcano". También conforman la nave el jefe de seguridad Malcolm Reed, el timonel Travis Mayweather y el jefe de ingeniería y amigo de Archer Charles "Trip" Tucker III. Mientras tanto, en algún lugar de una nave Suliban, Silik, líder de Suliban Cabal, habla con una figura humanoide misteriosa y sin nombre de su futuro.   La figura le ordena a Silik que recupere a Klaang. En Enterprise, Klaang recupera la conciencia, pero el traductor universal no permite que Archer y Sato se comuniquen con él de manera efectiva. De repente, Suliban ataca el barco y la energía principal se interrumpe. Durante el caos, un intruso muere y Klaang es secuestrado.
Más tarde, en la enfermería, Phlox le muestra a Archer el cadáver de Suliban autopsiado y señala varias mejoras genéticas. Sato completa una traducción del discurso de Klaang y las palabras clave revelan que T'Pol ha estado ocultando información sobre la investigación vulcana, incluido el hecho de que Klaang había estado Rigel X. Mientras tanto, un oficial alienígena a bordo del complejo Suliban interroga a Klaang en idioma Klingon. Al llegar al complejo comercial Rigel X, agentes de Suliban capturan a Archer, Sato, Tucker y T'Pol.

### Parte 2
Sarin, que alguna vez fue miembro de Suliban Cabal, le dice a Archer que le dio a Klaang un mensaje al Alto Consejo con pruebas de la participación de Suliban en ataques a facciones klingon, y que los Suliban mejorados están siguiendo órdenes en una Guerra Fría Temporal. Suliban del Cabal aparece y ataca, Silik mata a Sarin y Archer recibe un disparo, pero el equipo visitante escapa de regreso al Enterprise. T'Pol modifica los sensores del Enterprise para rastrear la nave Suliban que los atacó y la siguen hasta un gigante gaseoso. Mientras tanto, a bordo del complejo alienígena, Silik vuelve a hablar con la misteriosa figura.
Dentro del gigante gaseoso se encuentra Helix, una estructura Suliban compuesta por cientos de naves celulares Suliban, que la tripulación del Enterprise escanea para encontrar a Klaang. Usando el gancho, la Enterprise agarra una nave Suliban atacante y el piloto es expulsado. Después de estudiar la nave capturada y sus controles, Archer y Tucker la conducen hasta la Helix. Al separarse, Tucker regresa con Klaang al Enterprise . Después de una breve confrontación física entre Archer y Silik en una sala de audiencias temporalmente alterada, Tucker usa el nuevo transportador del Enterprise para sacar a Archer de Helix.
Entregan a Klaang y su mensaje (codificado como ADN en su sangre) a Qo'noS y al Canciller y Consejo Klingon. Archer les dice a Tucker y T'Pol que la Flota Estelar les ha ordenado continuar su misión. Después de reconsiderar sus ideas preconcebidas sobre los vulcanos, también invita a T'Pol a permanecer a bordo y ella acepta pedirle permiso.

## Producción

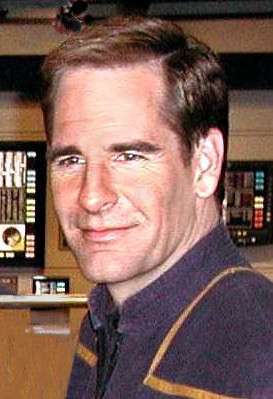
Scott Bakula interpreta al capitán del NX-01 Enterprise, Jonathan Archer.

La producción comenzó el lunes 14 de mayo de 2001  y vio el regreso de muchos miembros del equipo con experiencia previa en la franquicia Star Trek.  El director James L. Conway había dirigido previamente varios episodios de Star Trek en las diferentes series, y Rick Berman le ofreció la oportunidad de dirigir el primer episodio de Enterprise. Conway pensó que el guion era fantástico y quería hacer el episodio, pero en ese momento era vicepresidente ejecutivo de Spelling Entertainment, y tuvo que pedir permiso a Aaron Spelling y a Duke Vincent para ausentarse para hacerlo. Conway dijo que fue la mejor experiencia que jamás haya tenido dirigiendo un programa de televisión. Tenían un largo calendario de rodaje de 32 días y un presupuesto enorme. Hubo que construir todos los decorados, confeccionar el vestuario y la utilería, y todos los costes de montaje del espectáculo se incluyeron en el presupuesto del estreno. También conocía a muchos miembros del equipo por sus trabajos anteriores. Conway se describió a sí mismo como "primero un fan y luego un director" y esperaba hacer justicia a los guiones y aportar entusiasmo a cada episodio que hacía.  Conway volvió a dirigir varios episodios más de Enterprise, incluido "In a Mirror, Darkly", Parte 1. El equipo que regresó incluyó al primer asistente de dirección (primer director de dirección) Jerry Fleck, el director de fotografía (DP) Marvin V. Rush y el supervisor de efectos visuales Ronald B. Moore, quienes habían estado en la franquicia desde The Next Generation.  Michael Okuda continuó como supervisor de artes escénicas y como consultor técnico del equipo de redacción. Los diseñadores de producción Herman Zimmerman y John Eaves también trabajaron para crear la apariencia de la nueva serie. 
El episodio presenta a gran parte del elenco de Enterprise, que permanece durante el resto del programa; también tiene muchas estrellas invitadas. James Cromwell repite el personaje de Zefram Cochrane (sin acreditar),  habiendo interpretado previamente a este personaje en la película de 1996 Star Trek: First Contact.  Klaang, el klingon que tuvo un aterrizaje forzoso, fue interpretado por Tommy "Tiny" Lister Jr.  John Fleck interpretó al líder Suliban Sillik. El personal de la Flota Estelar, el almirante Forrest, el almirante Daniel Leonard y el comandante Williams, fueron interpretados por Vaughn Armstrong, Jim Beaver y Jim Fitzpatrick, respectivamente. Sus personajes recibieron el nombre de los actores Leonard Nimoy, DeForest Kelley y William Shatner. Este fue el noveno de los doce personajes diferentes de Armstrong en Star Trek.  Los vulcanos son interpretados por Gary Graham como Soval y Thomas Kopache como Tos. El nombre del personaje "Tos" es otro guiño a la serie original, comúnmente abreviada como "TOS".  Las bailarinas de mariposas de Rigel X fueron interpretadas por las gemelas Klimaszewski, Diane y Elaine. En la Parte 2, la mujer Suliban Sarin fue interpretada por Melinda Clarke, y la misteriosa "Figura Humanoide" fue interpretada por James Horan. 

## Lanzamiento
El estreno de "Broken Bow" fue en el Paramount Theatre el 20 de septiembre de 2001. Asistió el elenco y el equipo de Enterprise, así como varios de Star Trek: Voyager y Star Trek: The Next Generation. Se emitió por primera vez en UPN el 26 de septiembre de 2001. La transmisión vio al episodio ocupar el primer lugar durante el intervalo de tiempo, con 16 millones de espectadores, con un promedio de 12 millones. Esto fue ligeramente inferior al estreno de Voyager, pero representó un aumento del 42% con respecto al episodio final "Endgame", y fue el mejor rating para cualquier serie del canal desde Voyager.
En el Reino Unido, "Broken Bow" se transmitió por primera vez en el canal de televisión satelital Sky One, antes de estrenarse por Channel 4 en julio de 2002.
Este episodio se lanzó como parte de la primera temporada de Enterprise, que se lanzó en alta definición en disco Blu-ray el 26 de marzo de 2013;  tiene vídeo de 1080p y una pista de sonido DTS-HD Master Audio. 
Con el lanzamiento del servicio de transmisión Paramount+ el 4 de marzo de 2021, se presentó un maratón gratuito de un día de Star Trek, con los primeros episodios de las distintas series de televisión de la franquicia, incluida "Broken Bow". El maratón comenzó a las 7 a. m. PT/10 a. m. ET y se transmitió en vivo en el canal de YouTube de la plataforma, pasando por cada episodio cronológicamente en orden de lanzamiento, con "Broken Bow" transmitiéndose después de "Caretaker".

## Recepción
El episodio recibió críticas positivas de los críticos.  Ron Wertheimer de The New York Times le dio al episodio una crítica positiva y dijo: "Enterprise vuelve a lo básico y luego lo mejora".  David Segal del Washington Post fue crítico con el primer episodio, diciendo que "el guión está plagado de chatarra y jerga" y que el programa "tiene una sensación de ganga que aterriza justo en este lado del campo; las peleas espaciales no son mucho más convincentes que las ofertas de PlayStation y todo está envuelto en un mensaje trillado sobre la unidad y la importancia de llevarse bien".  Laura Fries de Variety dice que el escenario de la precuela "rejuvenece una noción algo cansada", pero también dice que "se recuerda a los espectadores que esto es más parecido a Star Trek de su padre". Elogió a Bakula por devolverle "una cualidad terrenal" al capitán, haciéndolo "agradable y accesible".  Howard Rosenberg, de Los Angeles Times, predijo que los fanáticos de Star Trek "levantarían el listón increíblemente alto para esta serie o la verían porque ven todo con esta marca", pero como espectador casual encontró el estreno "ligeramente entretenido, pero sobre todo juega bastante tibiamente, sus ocasionales destellos de intelecto relegados a un segundo plano por la acción".  Allan Johnson del Chicago Tribune se mostró positivo acerca de la serie como un punto de entrada accesible para nuevos fanáticos potenciales.  Entertainment Weekly le otorgó una calificación B+ y dijo que era "atractivo tanto para los Trekkies como para los no fanáticos de esta institución de la cultura pop".  Hal Boedeker, del Orlando Sentinel, calificó la historia como "una aventura estándar" y criticó las secuencias de acción por considerarlas "familiares" y que "va con audacia y sin disculpas a donde han ido docenas de series antes". Elogió a Blalock por su actuación: "A los puristas de Star Trek puede que no les haga gracia, pero el cautivador Blalock da energía a la franquicia. Enterprise necesita todo el dinamismo que pueda ofrecer".  Aint It Cool News le dio al episodio cuatro de cinco, elogió a Blalock por su actuación y dijo: "Claramente, se dedicó una extraordinaria cantidad de amor y atención a este esfuerzo, desde el propulsor del guión hasta el cuidadoso casting para el mundo-superando el diseño de producción".  IGN lo calificó con tres de cinco y escribió: "Hay suficientes cosas nuevas e interesantes allí para hacerme querer ver más".  Tor.com lo calificó con cinco sobre diez. 
Una reseña del lanzamiento en Blu-ray realizada por Blu-ray.com comentó sobre las imágenes y comentó: "La escena en Brasil en "Broken Bow" ofrece algunos verdes agradablemente brillantes y, ciertamente, algunos rastros dispersos de colores buenos y honestos son "Se ve en todas partes, pero sobre todo es una paleta muy aburrida", y también señala que los efectos especiales tienen una resolución más baja que la HD, lo que provoca algunos "bordes irregulares y falta de detalles nítidos". Fueron más positivos sobre el audio y comentaron sobre la banda de sonido envolvente: "El controvertido tema musical nunca ha sonado mejor. Es rico, lleno de vida y con voces bien definidas y una claridad y reproducción precisas de los instrumentos. Gran parte de la acción a bordo del NX-01 cobra vida gracias al sutil y profundo zumbido de los motores y los pequeños elementos sonoros que definen la atmósfera".

### Reconocimientos
"Broken Bow" fue nominada a tres premios Emmy. El episodio ganó un premio en la categoría de Efectos visuales especiales excepcionales para una serie.
En 2014, The A.V. Club incluyó este episodio en su lista de los diez episodios que mejor representaban la serie. El episodio doble fue elogiado por establecer la mayoría de las ideas clave que impulsarían el programa. "Es un comienzo vacilante, pero deja entrever el potencial que Enterprise pasaría temporadas intentando realizar".
En 2016, The Hollywood Reporter calificó a "Broken Bow" como el 80.º mejor episodio de todos los episodios de Star Trek. En una guía de observación compulsiva de 2015 para Enterprise por Wired, dijeron que cuando el NX-01 abandona el dique seco espacial por primera vez es el mejor momento de toda la serie.  En 2017, GameSpot clasificó este como el cuarto mejor episodio piloto de una serie de Star Trek.
En 2016, IGN clasificó a "Broken Bow" como el vigésimo primer mejor episodio de todo Star Trek hasta ese momento.
En 2016, Empire  lo clasificó en el puesto 37 entre los 50 mejores episodios de los más de 700 episodios de televisión de Star Trek. En 2016, SyFy clasificó a "Broken Bow" como el tercer mejor de seis episodios piloto de Star Trek.
En 2020, Screen Rant clasificó a "Broken Bow" como el cuarto mejor episodio de todos los episodios de televisión de la franquicia.

## Novelización
Pocket Books publicó en 2001 una novelización de 240 páginas escrita por Diane Carey. Carey recibió sólo el guion y escribió la novela sin más información del equipo de producción. Dijo que normalmente se necesitarían unas dos semanas para escribir una novelización, pero que Broken Bow se escribió en sólo cuatro días.En las características especiales del DVD de la temporada 1, los productores Rick Berman y Brannon Braga discutieron cómo Carey usó los monólogos internos del personaje para criticar con frecuencia el guion. Fue la última novela de Carey sobre Star Trek. 